# Костяк Микола Михайлович
Микола Михайлович Костяк (нар. 1 грудня 1954, с. Мічуріне Тельманівського району Донецької області) — український політик, виконував обов'язки голови Херсонської обласної державної адміністрації з 18 червня 2010 року по 25 лютого 2014 року. Член та голова обласної партійної організації Партії Регіонів.

## Біографія
Народився 1 грудня 1954 року в с. Мічуріне на Донеччині.
У 1981 році закінчив Кримський сільськогосподарський інститут.
У 1972 році — колгоспник колгоспу ім. Тельмана Тельманівського району Донецької області.
У 1973—1976 роках служба в Збройних силах Радянської армії.
У 1981—1983 роках — гідротехнік, головний гідротехнік, головний агроном колгоспу «Серп і молот» Тельманівського району Донецької області.
У 1983—1985 роках — головний агроном радгоспу «Горняк» Донецької області.
У 1985—1986 роках — інструктор Старобешівського райкому Компартії України Донецької області.
У 1986—1990 роках — директор радгоспу «Горняк» Донецької області.
З 1990 по 1991 рік працював головою Старобешівського районного комітету народного контролю Донецької області.
У 1991—1992 роках — голова ради, голова виконкому Старобешівської районної ради народних депутатів Донецької області.
З 1992 по 1995 рік — представник Президента України в Старобешівському районі Донецької області.
У 1995 році працював головою Старобешівської районної ради народних депутатів Донецької області.
У 1995—1998 роках — голова Старобешівської районної державної адміністрації, голова Старобешівської районної ради Донецької області.
У 1998—2000 роках — голова Старобешівської районної ради Донецької області.
З 2000 по 2003 рік — голова Тельманівської районної державної адміністрації Донецької області.
2002 року — закінчив Донецький державний університет за спеціальністю «Економіка підприємства» та отримав кваліфікацію «Магістр економіки».
З 2003 по 2004 рік — начальник Департаменту зв'язків з Верховною Радою України та організаційної роботи Мінагрополітики України.
У 2004 році — начальник Головної державної інспекції з карантину рослин України.
З 2004 по 2005 рік працював першим заступником голови Херсонської обласної державної адміністрації.
З 2006 по 2010 рік — начальник Головної державної інспекції з карантину рослин України.
З 23 квітня по 18 червня 2010 року — перший заступник голови Херсонської обласної державної адміністрації.
З 18 червня 2010 року — голова Херсонської обласної державної адміністрації. Державний службовець 1-го рангу.
Депутат Херсонської обласної ради V та VI скликань.
У 2014 році — Генеральна прокуратура вивчає на предмет законності діяльність Миколи Костяка на посаді губернатора Херсонської області в 2010—2014 роках.

### Відзнаки
- Орден «За заслуги» III ступеня[11]
- Заслужений працівник сільського господарства України